# Åkers krutbruk
För orten Åkers krutbruk, sammanvuxen med Åkers styckebruk 1965, se Åkers styckebruk.

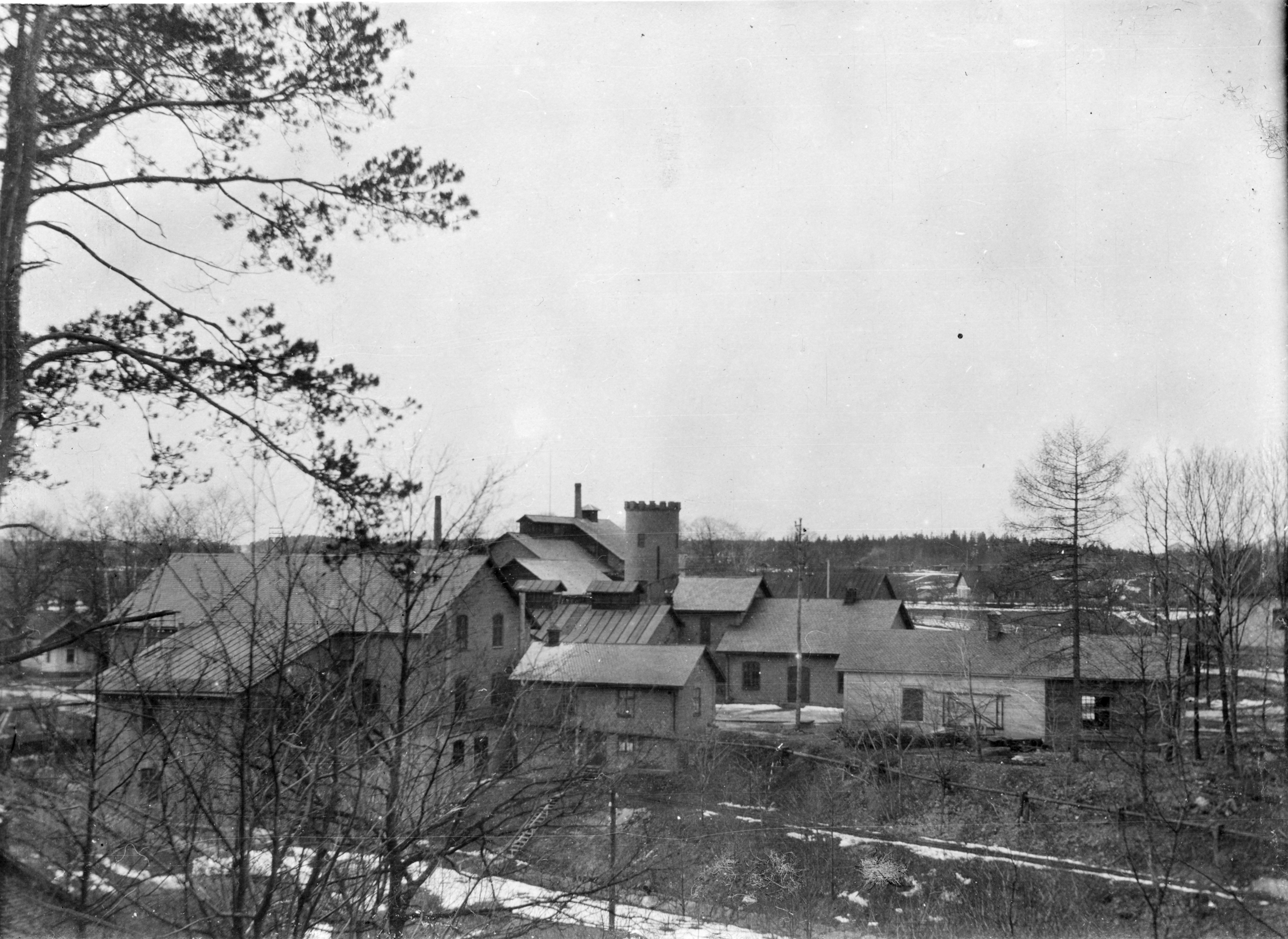
Nitrocellulosafabriken 1926

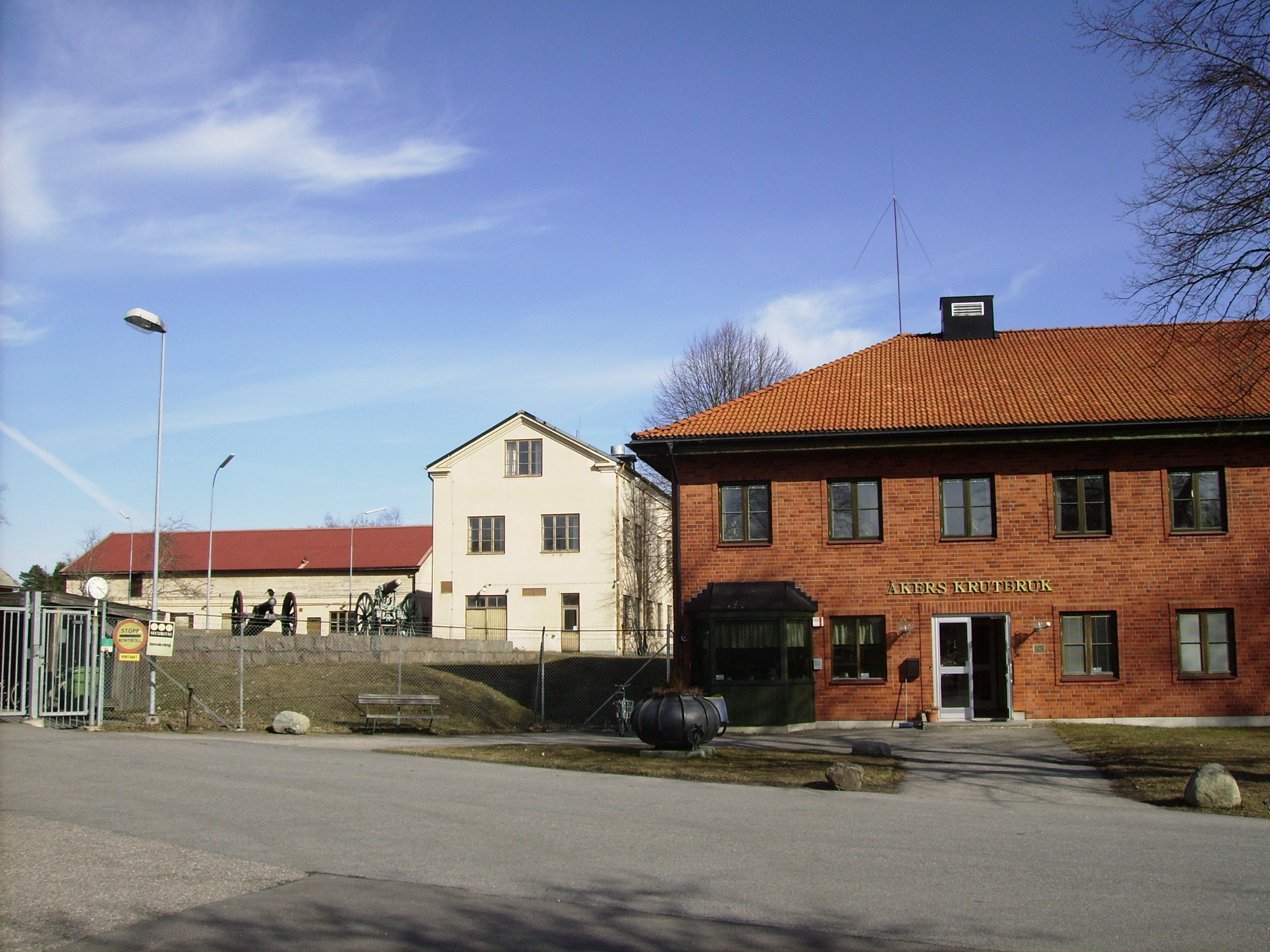
Kontorsbyggnaden 2009

Åkers krutbruk var en svensk tillverkare av bland annat krut som grundades på 1500-talet och som tillverkade krut fram till 1993.

## 1500-tal till 1889
Åkers krutbruk låg ursprungligen i Forssa, men flyttade i slutet av 1700-talet 1 kilometer norrut till Åkers styckebruk, närmare bestämt Rocksta kronohemman. Det är inte känt exakt vilket år krutbruket grundades. Anders krutmakare fick 1552 i uppdrag av Gustav Vasa att "anlägga krutverk vid strömmar som nedrinna i Mälaren", och krutbrukets existens är åtminstone belagt på 1580-talet.
Ursprungligen var verksamheten vid krutbruket statlig, och cheferna utsågs av svenska kronan. Även utländsk kompetens rekryterades,  bland annat i form av en tysk "pulvermakare" vid namn Heinrich Leschhorn, som utsågs av drottning Kristina 1641. Vid något tillfälle övergick krutbruket i privat regi. En senare ägare var lagman Axel Magnus Rönquist (1771-1843), som övertog krutbruket 1828, och det stannade i släkten Rönqvists ägo till 1889.

## Från 1889
2 januari 1889 övertog åter staten verksamheten. Under den första tiden i statlig regi bestod produktionen av svartkrut, men därefter skedde en omfattande förnyelse och utbyggnad av krutbruket som gjorde det till en kemisk industri i mer egentlig mening. 1893–1894 uppfördes en anläggning för produktion av röksvagt krut, varefter tillverkningen av svartkrut upphörde. 1896 tillkom en anläggning för produktion av eter, och 1904–1905 en produktionsanläggning för bomullskrut, som båda är utgångsmaterial för det röksvaga krutet. 1915 elektrifierades krutbruket, År 1917–1918 byggdes en järnvägsförbindelse från  Norra Södermanlands Järnväg till fabriksområdet och 1920 expanderade fabriken genom att det tillkom en anläggning för pressning av papphylsor som användes för att förpacka krut när det ingick i ammunition. Produktion skedde för såväl armén som marinen.
År 1921 tillkom en avdelning för så kallat gasskydd, det vill säga skydd mot kemiska stridsmedel med tillhörande laboratorium. Sannolikt skedde detta därför att Åkers redan hade en viss kemisk kompetens i försvarsmiljö. En särskilt produktionsanläggning för gasmasker och gasskyddskläder tillkom 1932. Delar av gasskyddsverksamheten hade haft viss konkurrens från laboratorier som upprättats vid såväl Lunds universitet 1926 som Uppsala universitet 1928, och alla dessa verksamheter överfördes 1937 till den då nybildade myndigheten Försvarsväsendets kemiska anstalt i Stockholm.
Under perioden från statens övertagande 1889 till början av 1920-talet ökade arbetsstyrkan på Åkers krutbruk från 19 personer (en förman och 18 arbetare) till ett 130-tal. Verksamheten leddes på plats av en officer från artilleriet och styrdes av Arméförvaltningen. Under andra världskriget och de intensiva svenska försvarsförberedelserna sysselsattes runt 800 personer, och Åkers krutbruk blev en del av Försvarets Fabriksverk (FFV), där de statliga försvarsindustrierna samlades. FFV uppgick 1991 i Celsius AB och 1993 upphörde kruttillverkningen vid Åkers.
Efter att krut- och ammunitionstillverkningen upphört, och i samband med omstrukturering av Celsius-koncernen, bildade de återstående delarna av Åkers krutbruk, fokuserade på skyddsteknik, Åkers Krutbruk Protection AB.
År 2017 såldes alla fastigheter till ett fastighetsbolag som avsåg omvandla området till en företagspark.